# Saint-Aignan (Ardenne)
Saint-Aignan è un comune francese di 145 abitanti situato nel dipartimento delle Ardenne nella regione del Grand Est.

## Società

### Evoluzione demografica
Abitanti censiti